# Орловская, Екатерина Алексеевна
Екатерина Алексеевна Орловская (настоящая фамилия — Крыловская; 12 ноября 1902 года — 1967 год) — русская артистка оперетты (сопрано).
Родилась в семье военного. Начала свою карьеру в Хабаровске, однако наибольшую известность получила после эмиграции в Шанхай, где пользовалась популярностью, выступала в совместных постановках в том числе и с А. Н. Вертинским.
После окончания Второй мировой войны вернулась в СССР, последние годы прожила в Литве, где вынуждена была зарабатывать на жизнь пением в церкви. Умерла в 1967 году.

## Биография
Екатерина Алексеевна Крыловская родилась 12 ноября 1902 года во Владивостоке. Её отец — Алексей Александрович Крыловский — был кадровым офицером и прослужил до революции во Владивостоке более пятнадцати лет.
Екатерина была воспитанницей Института благородных девиц им. императора Николая I в Иркутске, во Владивостоке окончила музыкальную школу.
Артистическую карьеру Крыловская начала в 1926 году в городском театре Хабаровска, который назывался тогда Первым Дальневосточным трудовым коллективом комической оперы. Тогда же она выбрала себе творческий псевдоним «Орловская», необходимость которого Изабелла Крыловская, родственница и исследовательница жизни певицы, объясняет нравами дореволюционной эпохи: в дворянской и военной среде считалось неприличным для женщины выступать на сцене, тем более под своей настоящей фамилией. Примерно в это же время певица знакомится с артистом и режиссёром Валентином Евгеньевичем Валиным (настоящая фамилия Катхе), который в будущем станет её мужем. Валин выступал в различных театрах оперетты страны.
Коллеги по сцене помнили Орловскую как надежного партнера, смело берущегося за разучивание нового репертуара. В своем письме об Орловской упоминает народная артистка, солистка Свердловского театра оперы и балета Мария Викс, приехавшая в Хабаровск в 1929 году. Вокальное и сценическое мастерство Орловской высоко оценивает в своих воспоминаниях Дмитрий Джусто, получивший приглашение в 1930 году возглавить Хабаровский театр музкомедии в качестве главного режиссёра.
В конце 1930 года, либо в начале 1931 года, Орловская и Валин приехали на гастроли в Китай, в Харбин. В Харбине в 1931 году Валин организовал опереточную труппу в антрепризе А. К. Карпи, с которой выступал на сцене кинотеатра «Атлантика». В 1932 году антреприза Карпи перебирается в Шанхай и продолжает работу на сцене театра «Ляйсеум».
Шанхайский период стал звездным часом в артистической карьере Орловской. Э. Одинцова в мемуарах о Шанхае 1930-х гг., вспоминая необыкновенно насыщенную театральную жизнь, так писал о шанхайской оперетте и её примадонне:

…За все время существования русского зарубежья в Шанхае была великолепная оперетта. <…> Примадонной была несравненная Екатерина Орловская. Костюмы для неё шили лучшие дома моды Шанхая. Сколько было оваций, бис, цветов!

В. Серебряков — один из основателей джаз-оркестра О. Лундстрема — в мемуарах о жизни в Шанхае дает исчерпывающую характеристику таланта Е. Орловской:

Все спектакли шли с аншлагами, финансовых проблем не существовало. И все это благодаря примадонне оперетты — Катюше Орловской, жене Валина. О ней следует сказать особо. На Екатерине Алексеевне держался весь театр. Стоило только, анонсируя новый спектакль, написать её фамилию на афише, как в кассу моментально выстраивалась бесконечная очередь. Она была молода, необыкновенно красива и обаятельна, пикантна, имела превосходную фигуру, а главное — её музыкальные способности можно назвать уникальными. За несколько дней Катюша выучивала целый спектакль, хотя не имела никакого музыкального образования. Голос её отличался необыкновенной красотой и особым тембром. Английский
дирижёр сэр Артур Блис, послушав Орловскую в оперетте «Цветок Гавайев», признался: «Голос этой очаровательной женщины звучал, как небесный колокольчик». Она всегда знала текст всего спектакля и много раз выручала своих коллег.

На страницах этих же мемуаров Серебряков рассказывает о постановке оперетты «Весёлая вдова», где партнером Орловской был А. Вертинский. В 1936 году Орловская и Валин были в числе встречающих Ф. И. Шаляпина, приехавшего в Шанхай на гастроли.
После окончания Второй мировой войны русские начали покидать Харбин и Шанхай. В 1947 году Орловская предприняла попытку воспользоваться «Законом об иностранных невестах» и выехать в США в качестве возлюбленной американского гражданина Александра Бойда (Alexander R. Boyd), который был младше её на 22 года, однако получила отказ. В заявке на имя консула США она приложила договор о разводе с Валиным, где было заявлено, что супруги расстаются по причине несовместимости характеров. Тем не менее общение со своим бывшим мужем певица будет поддерживать до конца жизни.
В конечном итоге певица принимает решение вернуться в СССР, сначала в Ташкент (Узбекистан), а затем в Вильнюс (Литва). О её судьбе стало известно из писем к Лариссе Андерсен, танцовщице и поэтессе, с которой Екатерина была дружна в Шанхае. В 1959 году Орловская писала подруге из Вильнюса:

Я живу одиноко, и ночи для меня превращаются в тяжелые бессонные часы <…> быть одинокой на старости лет — это что-нибудь да значит!.

Орловская сообщает о судьбе общих знакомых, упоминает Валюшу (Валина), связь с которым, очевидно, продолжала поддерживать. Сама же она «оказалась за чертой фортуны и материально, и морально». Чтобы заработать на жизнь,
примадонна оперетты вынуждена была петь в церкви.
В Вильнюсе к ней приходит весть о смерти матери во Владивостоке. Екатерина Орловская умерла в 1967 году от перитонита.